# دير فلتنبورغ

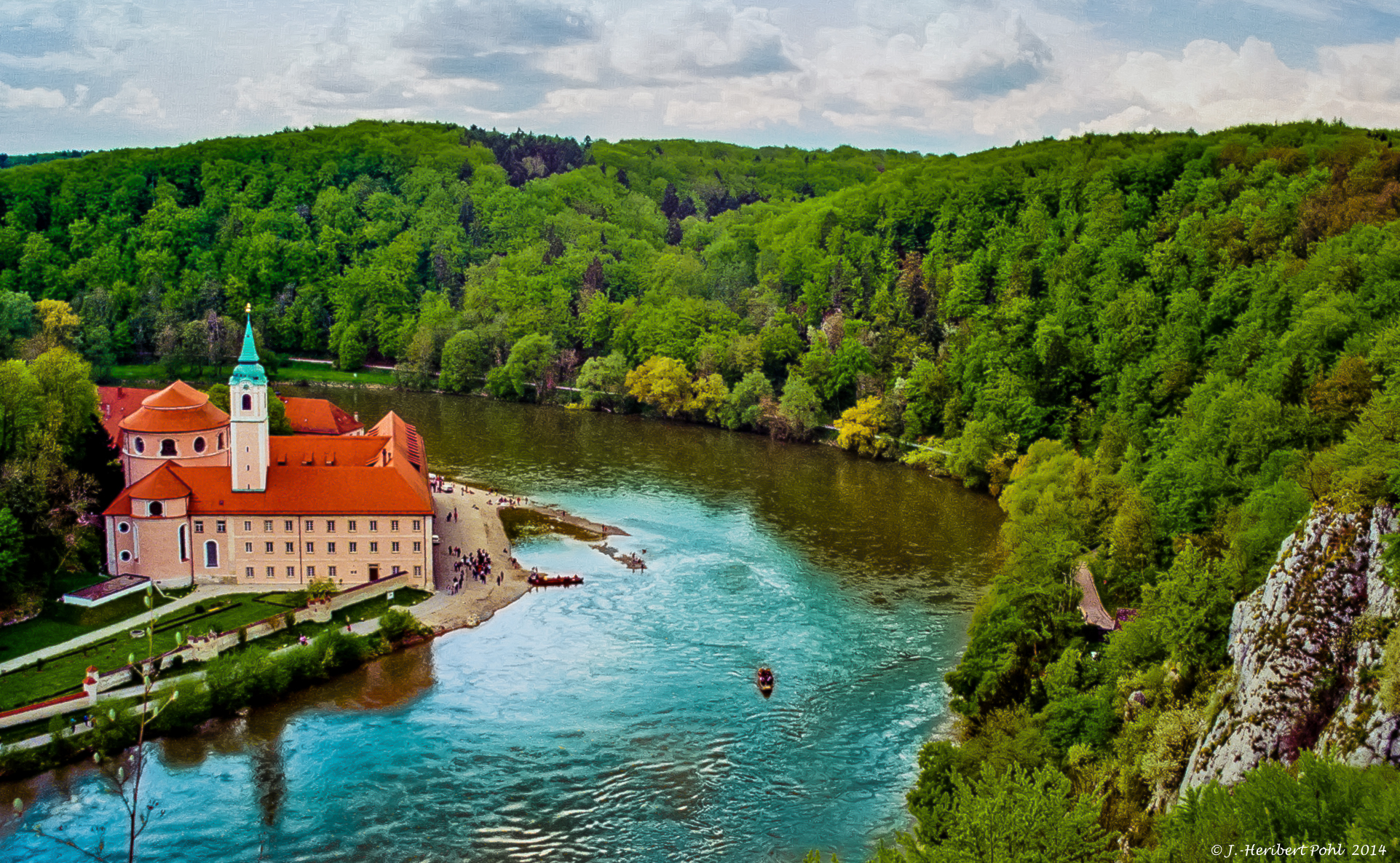
دير فلتنبورغ على نهر الدانوب ، بافاريا، ألمانيا.

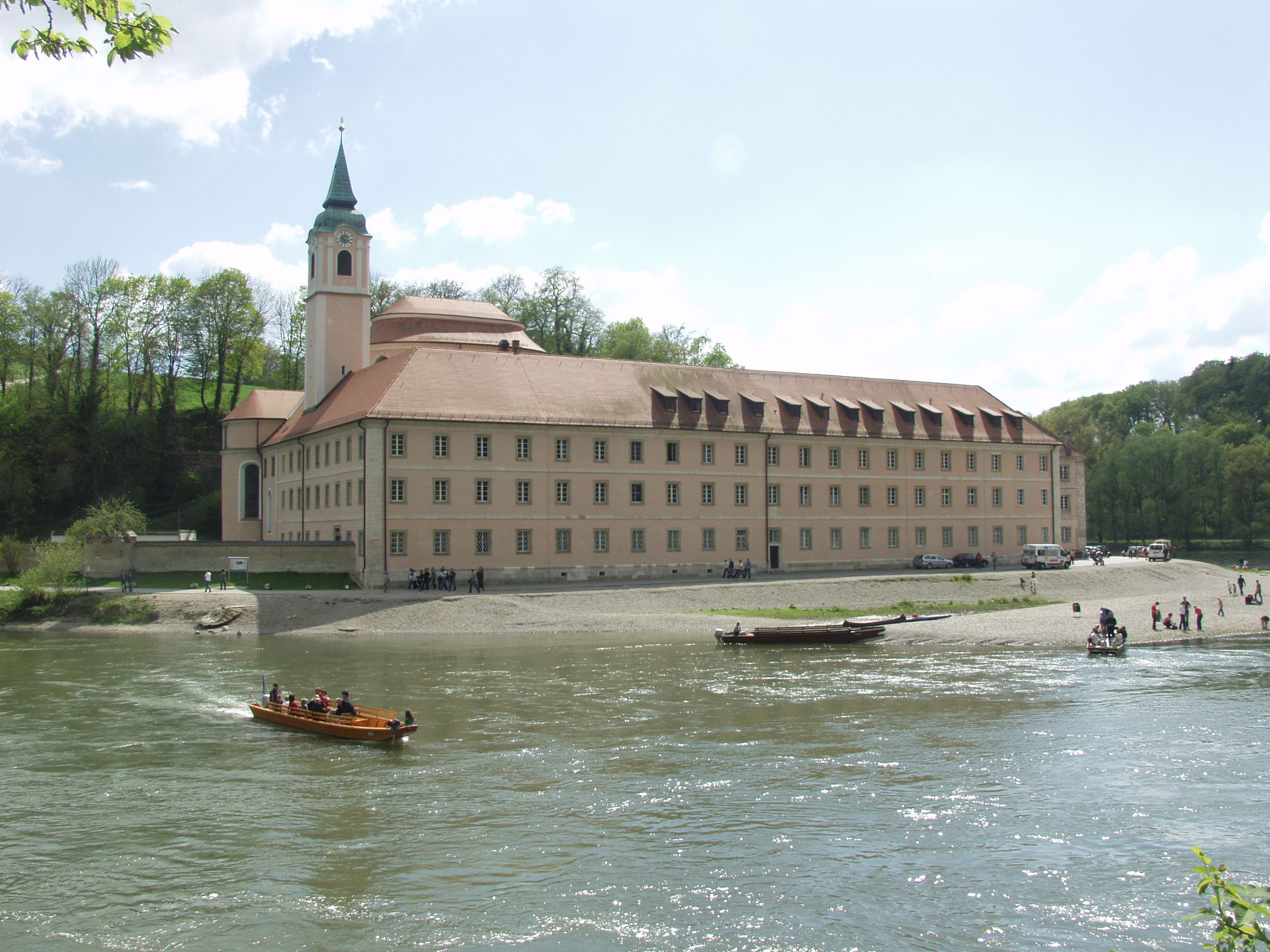
دير فلتنبورغ

دير فلتنبورغ (بالألمانية: Kloster Weltenburg) هو دير في جنوب ألمانيا للرهبة البندكتية، يقع على شاطيء نهر الدانوب عند منعطف «كيلهايم». يتبع دير فلتنبورغ مجموعة الأديرة البندكتية. ويقوم الدير الآن بالبرعاية الدينية للناس، (وبه أربعة آباء للقيام بذلك)، كما يستقبل القادمين ويتيح لهم فترة إقامة.

## من تاريخه
كان مركز للجنود الرومان موجودا في عام 45 بعد الميلاد في هذه البقعة على شاطيء نهر الدانوب. وكانت هذا الجزء من الدانوب يستخدم في النقل شمال جبال الألب ويربط بين الشرق والغرب. فكان بريط هذا الجزء من ألمانيا القديمة وتمر به البضائع القادمة من شمال إيطاليا. 
وكان هذا المكان مسكونا من قبل حيث عاش فيه أناس من عصر ما قبل التاريخ. كما تشير الأثار التي عثر عليها علماء التاريخ إلى أن كانت في تلك المكان محمية رومانية صغيرة تو اجد فيها جنود رومانيون.

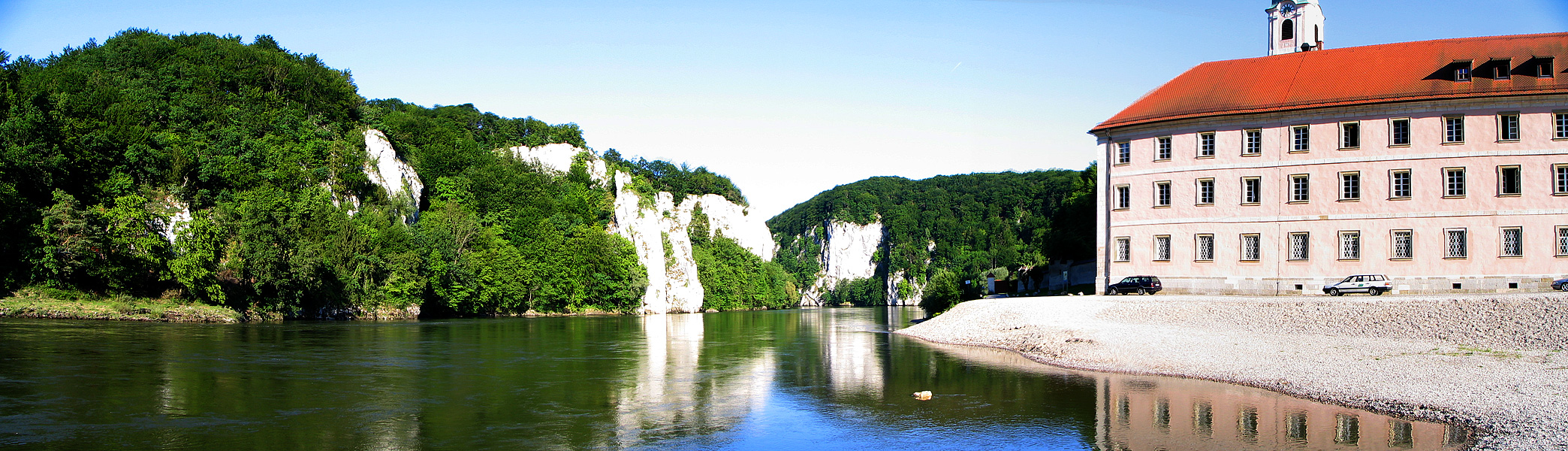
Kloster Weltenburg, صورة من عام 2007 ، بافاريا.

.

### التأسيس الأول
أسس بعض الرهبان الدير نحو عام 620، وهو يعتبر أقدم اديرة بافاريا. والشائع أنه تأسس في عام 617 من «أغيليوس» و «أويستاس لوكسيل»، اللذان كانا طالبان لدي المعلم «كولومبانوس». 
وطيبقا للقصص الموروثة أصبح الدير ديرا للرهبة البندكتية خلال القرن الثامن الميلادي، وقام بدعمه دوق بافاريا «تاسيلو الثالث».:4,30 وخلال حكم كونراد الخامس (1441-50) أعيد بناء الدير وعدلت المعيشة فيه. :4

### التأسيس الثاني
أعيد تأسيس دير فلتبورغ أثناء فترة حكم الملك لودفيغ الأول ملك بافاريا في أغسطس عام 1842. رممت مباني الدير، وأضيف إليها معملا لصناعة البيرة. وهو أحد مجمع أديرة البندكتية منذ عام 1858 واصبح مستقلا في عام 1913. :4
أعيد ترميم الكنيسة بين عامي 1999-2008 بكلفة تبلغ 5و6 مليون يورو. كما بنيت لها حماية من الفيضان. :5